# Nancy Drew: Sea of Darkness
| Иноязычные издания  | Иноязычные издания               |
| Издание             | Оценка                           |
| ------------------- | -------------------------------- |
| AdventureGamers.com | [ 2 ]                            |
| Common Sense Media  | [ 3 ]                            |
| Награды             |                                  |
| Издание             | Награда                          |
| Computer Times      | Editors' Choice Game August 2015 |

«Нэнси Дрю. Песнь тёмных вод» (англ. Nancy Drew: Sea of Darkness) — 32-я игра серии квестов про девушку-детектива Нэнси Дрю, выпущенная компанией Her Interactive. В основу игры легла книга из серии детективных историй Нэнси Дрю #27: The Secret of the Wooden Lady.

## Сюжет
Нэнси Дрю получает письмо из Исландии от Дагни Сильва, в котором она просит Нэнси приехать, чтобы заняться поисками её исчезнувшего делового партнера Магнуса. Нэнси обследует затонувший у берегов исландского городка Скипброта корабль «Херликайд». Легенды об этом корабле давно связаны с сокровищами и старинным проклятием.